# Fedele Sutter
Fedele Sutter (Ferrara, 16 marzo 1796 – Ferrara, 30 agosto 1883) è stato un arcivescovo cattolico italiano.

## Biografia
Di famiglia svizzera, abbracciò la vita religiosa tra i frati minori cappuccini prendendo il nome di Fedele: nel suo ordine ricoprì le cariche di lettore e ministro provinciale di Bologna.
Fu nominato vicario apostolico di Tunisia e innalzato all'episcopato nel 1844.
Fece edificare la residenza del vicariato, ma anche chiese, scuole, ospedali e ospizi per i poveri. Affidò queste istituzioni a comunità di religiose.
Quando la Tunisia passò sotto la tutela della Francia, un nuovo superiore della missione fu scelto tra i francesi e Sutter rientrò a Roma, dove papa Leone XIII lo promosse arcivescovo.

## Genealogia episcopale
La genealogia episcopale è:
- Cardinale Scipione Rebiba
- Cardinale Giulio Antonio Santori
- Cardinale Girolamo Bernerio, O.P.
- Arcivescovo Galeazzo Sanvitale
- Cardinale Ludovico Ludovisi
- Cardinale Luigi Caetani
- Cardinale Ulderico Carpegna
- Cardinale Paluzzo Paluzzi Altieri degli Albertoni
- Papa Benedetto XIII
- Papa Benedetto XIV
- Papa Clemente XIII
- Cardinale Bernardino Giraud
- Cardinale Alessandro Mattei
- Cardinale Pietro Francesco Galleffi
- Cardinale Giacomo Filippo Fransoni
- Arcivescovo Fedele Sutter, O.F.M.Cap.